# Taciba (ort)
Taciba är en ort i Brasilien.   Den ligger i kommunen Taciba och delstaten São Paulo, i den södra delen av landet, 800 km söder om huvudstaden Brasília. Taciba ligger 399 meter över havet och antalet invånare är 5 714.
Terrängen runt Taciba är platt. Närmaste större samhälle är Regente Feijó, 18,8 km norr om Taciba.
Trakten runt Taciba består i huvudsak av gräsmarker. Runt Taciba är det ganska glesbefolkat, med 21 invånare per kvadratkilometer.